# Зенген
Зенген (нем. Seengen) — коммуна в Швейцарии, в кантоне Аргау.
Входит в состав округа Ленцбург.  Население составляет 3208 человек (на 31 декабря 2007 года). Официальный код  —  4208.

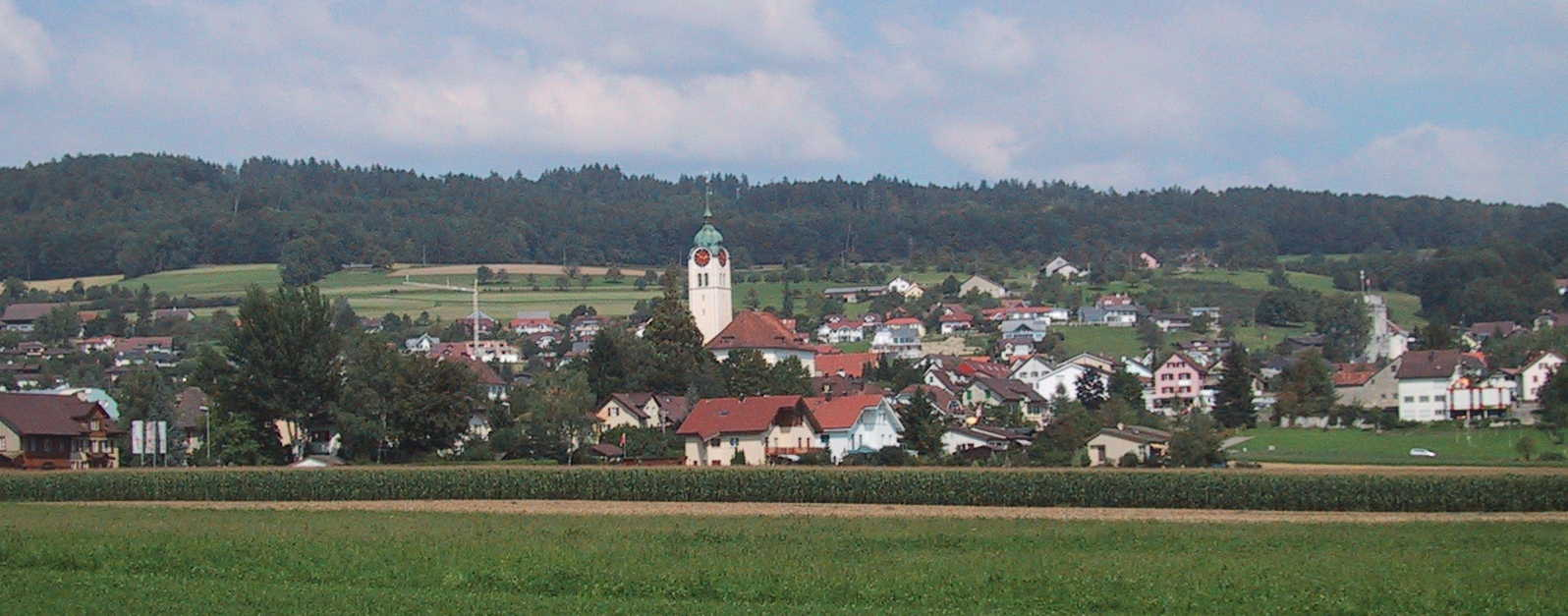
Зеенген

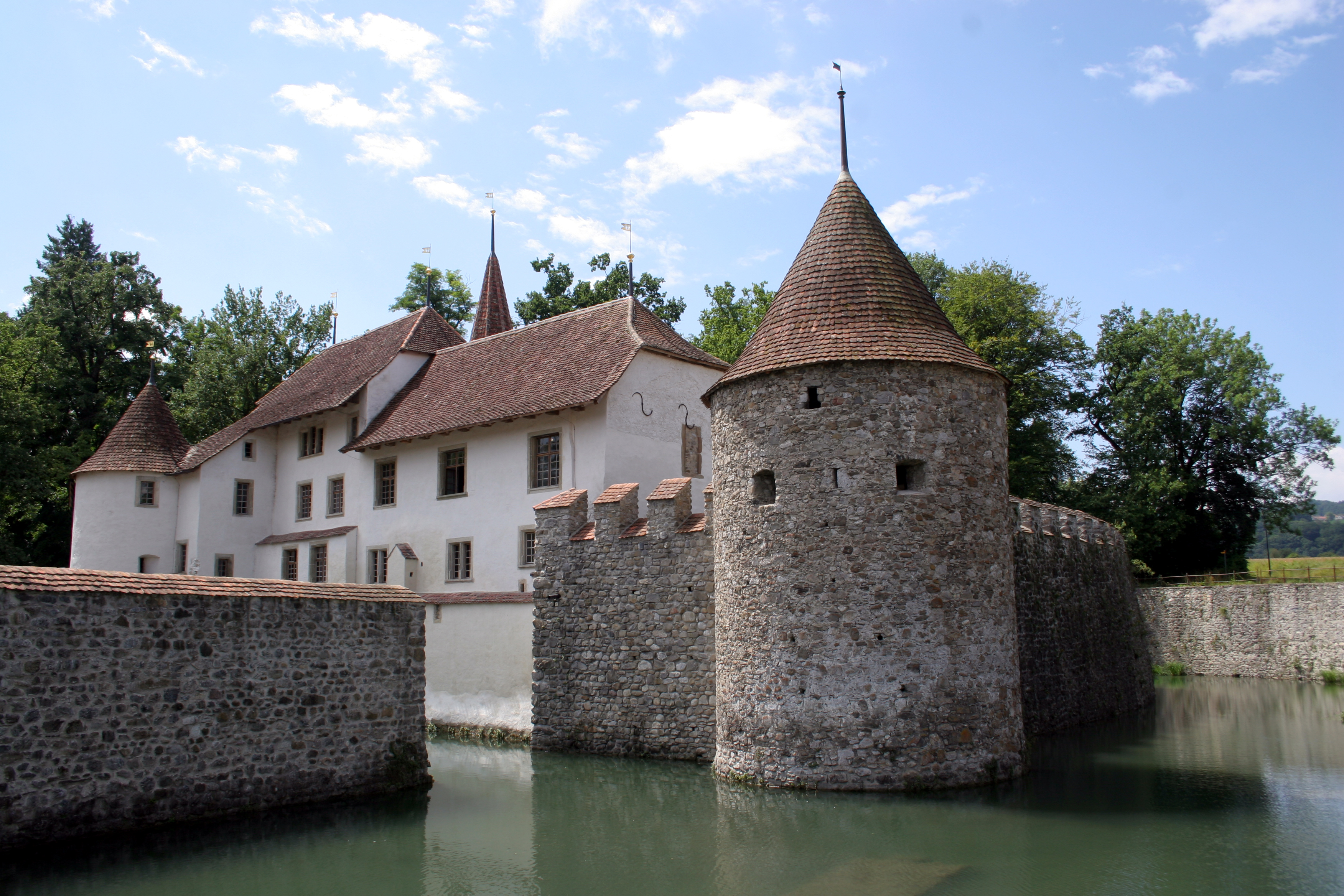
Замок